# Карл Уорк
Карл Уорк (англ. Carl Wark) или Уорк Карла (англ. Carl's Wark) — скалистый выступ в национальном парке Пик-Дистрикт, прямо на границе Шеффилда, Англия. Выступ окружен вертикальными скалами со всех сторон, кроме одной, которая защищена доисторической насыпью. Скалы и насыпь образуют ограждение, которое интерпретируется как холм-форт железного века, хотя дата строительства и цель укреплений остаются неизвестными. Это место является археологическим памятником.
Длина скалистого выступа составляет около 230 метров, ширина — 60 метров, он ориентирован с юго-востока на северо-запад. Дата и цель строительства вала в западной части Карла Уорка неясны. Он был описан как «не похожий ни на одну другую [структуру], найденную в Северной Англии». Широко распространено мнение, что это холмовая крепость железного века, возможно, датируемая 8-м и 5-м веками до нашей эры.